# جينشانغ
جينشانغ (بالصينية: 金昌市) هي مدينة من مدن الصين، يبلغ عدد سكانها 464050 نسمة حسب إحصائيات سنة 2010، تبلغ مساحتها 8896 كم².